# 愛の鍵モニュメント

愛の鍵モニュメント

メモリアルプレート

愛の鍵モニュメント（あいのかぎモニュメント）は、兵庫県神戸市中央区にある諏訪山公園内諏訪山展望台（ヴィーナステラス）に設置されているモニュメント。
恋人たちが錠前（愛の南京錠）を取り付けて愛を誓う。
かつて同様の行為はヴィーナスブリッジの手すりにおいて行われていたが、取り付けられる錠前の急増が問題視され、本モニュメントが制作されることになった。
デザインは公募によって決定し、2004年12月9日に完成した。
取り付けられた錠前は一杯になると取り外され、メモリアルプレートとして再生され、モニュメント側の地面に設置されている。